# Bárói korona
A bárói korona a bárói rang tárgyi jelképe a heraldikában. Lehet ún. „régebbi”, abroncsból álló és ún. „új” bárói korona, mely hétágú. A többi rangjelölő koronával együtt a 17. századtól kezdett elterjedni.
Névváltozatok: hétgyöngyű bárói korona (Gudenus I. 44.), ötpontos bárói korona (Gudenus I. 188.), ötgombos bárói korona
(Nagy Iván III. 270.), öt gombos korona (Nagy Iván III. 230.)
de: Baronskrone

Rövidítések:

## A bárói koronák fajtái
Úgy tűnik, hogy a múltban különbséget tettek a magasabb szabad bárói (de: Freiherr) és az alacsonyabb bárói (de: Baron) rang között, ami a bárói rangkoronák kiképzésében is megnyilvánult. A régi szabad bárói koronák jellegzetessége, hogy abroncsukat négyszer tekeri körbe a gyöngysor, általában balharántosan és közvetlenül az abroncson öt gyöngy, esetleg gyöngyös ág van, míg a bárói korona abroncsát a gyöngysor háromszor tekeri körbe, általában harántosan és közvetlenül az abroncson nincsenek gyöngyök vagy csak négy gyöngy látható. Természetesen ezeknek a koronatípusoknak sokféle változata van, országonként más-más bárói koronát használtak és a legtöbb ország heraldikájában nem is fordulnak elő ezen bárói korona-fokozatok. Különös (szabad) bárói korona létezett Svédországban, Norvégiában, Finnországban és az orosz keleti-tengeri tartományokban. Az abroncson itt 3 gyöngycsoport látható, mindegyikben 3 ág nélküli gyönggyel, melyek között ismét 1-1 ág nélküli gyöngy helyezkedik el.
A bárói korona csak a heraldikában fordul elő. Ténylegesen csak a Brit-szigeteken viselik, ahol a hermelinbélésű süvegen abroncs van négy látható gyönggyel. Franciaországban létezett külön bárói sisak (heaume), korona (couronne, tortil) és süveg (toque) is. A francia nemeseknek nem volt rangjelölő koronája. A francia bárói korona széles abroncs, melynek oldalát általában balharántos, esetleg harántos gyöngysor tekeri át háromszor. Ezt a bárói koronát (tortil) Olaszországban és az orosz heraldikában is használták. Ehhez hasonló a spanyol és a portugál bárói korona, melynek abroncsa ugyancsak balharántos gyöngysorral van háromszor körbetekerve, az abroncson négy nagy gyönggyel. Ugyanilyen a francia és olasz bárói korona, de a nagyobb gyöngyök nélkül, míg az angol bárói korona (de: Baronskrone) abroncsa hermelinbélésbe van helyezve, az abroncson 4 nagyobb gyönggyel. Ezzel szemben a régi spanyol bárói koronának 7 üres ága volt. A svéd, norvég, finn és az orosz balti-tengeri tartományok bárói koronáján az abroncs közepén és két szélén 3 gyöngy van, kettő alul és egy felül, és ezek között az abroncson egy-egy gyöngy helyezkedik el. A belga bárói korona abroncsa bíborral van kibélelve és négy látható pántja gyöngyökkel van kirakva, a bélés tetején, a pántok között öt látható gyönggyel.

## Régi és új bárói korona
A régi német bárói korona (de: Freiherrenkrone) abroncsa harántosan négyszer volt gyöngysorral körbetekerve, az abroncson öt ág látható, végeiken nagyobb gyönggyel. Ehhez hasonló, egyszerű abroncsból álló bárói koronát használtak a régebbi magyar bárói címerekben is. Ilyen ágak nélküli ötgyöngyös abroncsú korona látható például a Davidovics család 1791-es címerében. Ezt a régebbi bárói koronát a 18. század végén is használták a magyar bárói címerekben.
Körülbelül a 18. századtól a ma is ismert bárói koronát kezdték használni. Az „új” német, osztrák, magyar, brit, svéd, portugál, francia, orosz, belga és holland bárói korona hét látható ágból áll, a végeiken egy-egy gyönggyel. A valóságban a bárói korona összesen 12 ágból áll. A rangjelölő koronák látható ágait vagy lombjait tehát meg kell szorozni kettővel és ebből le kell vonni kettőt, hogy az ágak valós számát megkapjuk. Új bárói korona van pl. a Jósika család 1698-as, a Babocsay család 1720-as, a kászoni Bornemisza család 1735-ös, és a Bedekovich család 1822-es bárói címerében. Ezt egészen a második világháború végéig használták.
A két korona között létezett egy átmeneti típus is, mint pl. a Pejácsevich és a Péterffy család 1712-es, a Jeszenszky család 1741-es, a Dessewffy család 1756-os és a vásárosnaményi Eötvös család 1768-as címerében, ahol a bárói korona ötgyöngyös, de ezek alacsonyabb íves nyúlványokon ülnek és az abroncs körbe van tekerve a „régi” bárói koronákon látható gyöngysorral is.